# 王集成
王集成（1907年—1983年5月11日），福建省上杭县人，中国人民解放军将领、中国人民解放军开国少将。
早年参加闽西暴动和反围剿战役、长征。担任红一军团二师六团政治委员，任红十五军团七十五师政治部主任。1938年，担任新四军第二支队政治部主任，新四军第二师四旅政治委员兼政治部主任，新四军第七师政治部主任。第三次国内革命战争时期，曾任华东野战军第四纵队政治委员。中华人民共和国成立后，担任中国人民解放军南京军区空军政委。1955年，授予中国人民解放军少将。